# Альберто Перея
Альберто Перея (ісп. Alberto Perea Correoso, нар. 16 травня 1990, Альбасете) — іспанський футболіст, нападник клубу «Кадіс».
Виступав, зокрема, за клуби «Атлетіко» та «Райо Вальєкано».

## Ігрова кар'єра
Народився 16 травня 1990 року в місті Альбасете. Вихованець футбольної школи клубу «Сельта Віго».
У дорослому футболі дебютував 2008 року виступами за команду «Альбасете», в якій провів один сезон, взявши участь в одному матчі чемпіонату. 
Протягом 2009—2010 років захищав кольори клубу «Атлетіко Мадрид Б».
Своєю грою за останню команду привернув увагу представників тренерського штабу клубу «Атлетіко», до складу якого приєднався 2010 року. Відіграв за мадридський клуб наступний сезон своєї ігрової кар'єри.
Протягом 2011—2013 років захищав кольори клубу «Райо Вальєкано Б».
У 2011 році уклав контракт з клубом «Райо Вальєкано», у складі якого провів наступні три роки своєї кар'єри гравця. 
Згодом з 2014 по 2019 рік грав у складі команд «Льягостера», «Олот», «Барселона Б», «Кадіс» та «Екстремадура».
До складу клубу «Кадіс» приєднався 2019 року. Станом на 13 червня 2022 року відіграв за кадіський клуб 78 матчів в національному чемпіонаті.